# 제10호 과학위성 스이세이
스이세이(영어: Suisei, 일본어: すいせい→혜성) 또는 플래닛-A는 우주과학연구소가 개발한 우주 탐사선이다.
스이세이 탐사선은 사키가케, 소련과 프랑스의 베가 탐사선들, 유럽 우주국의 지오토와 미국 항공우주국의 국제 혜성 탐사선과 핼리 함대를 결성하여 1986년 핼리 혜성이 내태양계를 지나갈 때 혜성에 접근해 여러 탐사를 수행하였다.

## 탐사선
스이세이는 사키가케와 외형이 똑같았지만, 다른 기기, CCD 자외선 촬영 장치와 태양풍 계측기를 싣고 있었다.
스이세이의 주요 탐사 목적은 핼리 혜성이 황도으로 진입하기 전후 30일 동안 수소 코로나의 자외선 사진을 찍는 것이었다. 태양풍 계측기는 더 오랫동안 태양풍을 측정했다. 탐사선은 두 속도(분당 5회전또는 0.2회전)로 회전 속도를 조절할 수 있었다. 별 감지기와 태양 감지기로 고도를 파악했고, 하이드라진 추진기를 사용해 고도나 속도를 조절했다. 또한 오프셋 파라볼라 안테나로 지구와 통신을 했다.

## 발사
스이세이는 우치노우라 우주공간 관측소에서 1985년 8월 18일 뮤 발사체로 발사되었다. 스이세이는 핼리 혜성을 지나쳐가도록 궤도를 조정했고, 핼리 혜성 탐사 이후에는 가능할 때 탐사선을 다시 사용할 수 있도록 태양 주회 궤도에 남을 예정이었다.

## 핼리 혜성 통과
스이세이는 1985년 11월 자외선 관측을 시작했다. 스이세이는 하루에 6장의 사진을 찍었다.
1986년 3월 8일 스이세이는 핼리 혜성에서 15만 1000 km 떨어진 곳을 지나갔다. 탐사선과 부딪힌 먼지는 오직 2개 뿐이었다.

## 지구 접근통과
1987년 4월 5~10일 동안, 스이세이는 엔진을 15번 분사했고, 65 m/s만큼 탐사선의 속도를 변화시켜 1992년 2월 8일 지구에서 60,000 km 떨어진 곳을 지나며 스윙바이를 진행할 예정이었다. 그러나 탐사선은 바로 전 해 여름에 태양 반대편에서 신호가 끊어졌다.
또한 1991년 2월 22일 하이드라진 연료가 고갈되었다. 예비 추적 장치는 스이세이가 지구와 900,000 km 떨어진 곳을 지났다고 표시했다.

## 다른 계획된 접근 통과
1987년 우주과학연구소는 스이세이를 움직여 1998년 2월 28일 55P/템펠-터틀 혜성에서 수백만 킬로미터 떨어진 곳을 지난 다음, 1998년 11월 23일 자코비니-지너 혜성 접근 통과를 한다고 발표하였지만, 하이드라진 연료가 고갈되어 취소되었다.